# Miss Espírito Santo 2014
Miss Espírito Santo 2014 foi a 57ª edição do tradicional concurso de beleza que escolheu a melhor candidata capixaba para representar seu estado e sua cultura no Miss Brasil 2014. O evento contou com a participação de doze candidatas de diversos municípios do Estado competindo pela coroa. A competição contou com a apresentação de Viviane Anselmé. A vitoriosa do ano passado, Anne Volponi coroou sua sucessora ao título no final do evento. O certame não foi transmitido como ocorria nos anos anteriores. Programado para o dia vinte de agosto, o concurso ocorreu nas dependências do Shopping Mestre Álvaro, no município de Serra.

## Resultados

### Colocações

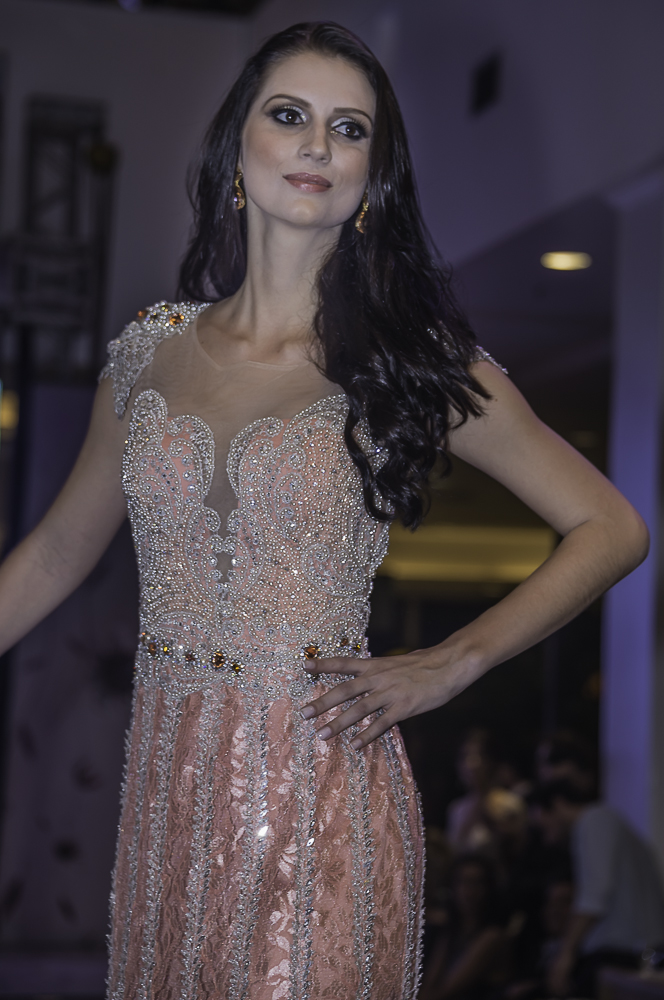
Vencedora: Amanda Palauro Recla

| Posição   | Município e Candidata           |
| --------- | ------------------------------- |
| Vencedora | - Aracruz - Amanda Recla        |
| 2º. Lugar | - Cariacica - Júlia Monteiro    |
| 3º. Lugar | - Vitória - Ana Clara Benevides |

### Premiações Especiais
- Houve a distribuição de duas premiações especiais este ano:[4]

| Prêmio        | Município e Candidata        |
| ------------- | ---------------------------- |
| Miss Simpatia | - Vitória - Stéphany Pim     |
| Miss Online   | - Cariacica - Júlia Monteiro |

### Ordem dos Anúncios
1. Ana Clara Benevides
2. Júlia Monteiro
3. Amanda Recla

## Jurados

### Técnicos
1. Evandro Hazzy, coordenador técnico do Miss Brasil;
2. Gabriela Fagliari, diretora de projetos da Enter;
3. Nabila Furtado, primeira-dama de Cariacica; e
4. Paulo Balbino, coreógrafo do evento.

## Candidatas
As candidatas deste ano:
| - Aracruz - Amanda Recla - Aracruz - Ingrid Nepomuceno - Cariacica - Júlia Monteiro - Cariacica - Rafaela Núria | - Santa Teresa - Thayná Thomas - São Mateus - Brenda Freitas - Vila Velha - Kézya Ferreira - Vila Velha - Nicole Kuster | - Vitória - Ana Clara Benevides - Vitória - Fernanda Cerqueira - Vitória - Jéssica Turini - Vitória - Stéphany Pim |